# Mszał magdaleński
Mszał magdaleński – kompletny mszał składający się z 220 pergaminowych kart o wymiarach 36,5 na 26,2 cm. Mszał ten został ufundowany dla kościoła św. Marii Magdaleny we Wrocławiu około 1470 roku. Rękopis jest pisany po łacinie.

## Opis
Mszał został napisany czarnym atramentem, w dwóch kolumnach na stronę, teksturą gotycką. Rękopis jest bogato dekorowany. Zawiera dwie duże całostronicowe dekoracje, 16 ozdobnych inicjałów oraz 18 przepięknych bordiur. Karty kodeksu zachowały się w bardzo dobrym stanie, a kolory pozostały żywe. Manuskrypt posiada też oryginalną, XV-wieczną oprawę, wykonaną z grubych desek obłożonych brązową skórą, z zachowanymi na nich miedzianymi guzami. Z pierwotnej liczby pięciu guzów na każdej oprawie zachowały się cztery na przedniej oraz dwa na tylnej. Pierwsze sześć kart manuskryptu zawiera kalendarz głównych świąt liturgicznych (m.in. św. Wojciecha, Stanisława, Jadwigi i Elżbiety), które jako najważniejsze święta diecezji wrocławskiej wskazują na pochodzenie kodeksu.

## Historia
Do 16 września 1943 roku rękopis był przechowywany w bibliotece przykościelnej kościoła św. Marii Magdaleny posiadając sygnaturę M1138. Wtedy w obawie przed bombardowaniami najcenniejsze zbiory rękopiśmienne zostały zapakowane w 100 skrzyń i ewakuowane do pałacu w Ramułtowicach (ówczesny Ramfeld). Mszał magdaleński był jednym z jedenastu dokumentów, które umieszczono w skrzyni nr 33 i przechowywano w pałacowym salonie muzycznym. Choć skrzynia ta nie posiadała oznak plądrowania po wojnie okazało się, że zawiera ona tylko osiem rękopisów zamiast jedenastu. Jednym z zaginionych rękopisów był Mszał magdaleński. 
Mszał magdaleński wypłynął w nowojorskim domu aukcyjnym Bloomsbury gdzie miał się pojawić na aukcji 4 kwietnia 2009 roku (Important Printed Books & Manuscripts, poz. kat. 14). Zaoferowany do sprzedaży manuskrypt został szeroko rozreklamowany jako najcenniejszy i zarazem najdroższy zabytek (wartość około 60-80 tys. USD). Rękopis został jednak zauważony przez bibliofila i kolekcjonera dra Henryka Teisseryre, który otrzymał katalog aukcyjny tego domu. Zawiadomił on Biblioteką Narodową oraz Biblioteką Uniwersytecką we Wrocławiu o dokumencie mającym się znaleźć na aukcji. Informacja o pojawieniu się mszału w domu aukcyjnym Bloomsbury dotarła do konsulatu w Nowym Jorku na 3 dni przed aukcją co pozwoliło wycofać manuskrypt z aukcji. Efektem rozmów przeprowadzonych z osobą wystawiającą zabytek był wynegocjowany bezpłatny zwrot dokumentu w ciągu trzech miesięcy. 2 grudnia 2009 roku odzyskany mszał Ministerstwo Spraw Zagranicznych przekazało Bibliotece Uniwersyteckiej we Wrocławiu.